# Mercado Abierto Electrónico
Mercado Abierto Electrónico o MAE es el mercado electrónico de títulos valores y de negociación de moneda extranjera más importante de la Argentina. El mismo, está basado en una plataforma electrónica modular a partir de soportes informáticos específicos, donde se transan títulos de renta fija tanto públicos como privados, divisas,y operaciones de pases, y se concretan operaciones de futuros con monedas y tasa de interés. Complementariamente, este soporte tecnológico es utilizado en las licitaciones de letras y bonos del Banco Central de la República Argentina (BCRA) y en la colocación primaria de títulos del Gobierno Argentino.

## Historia
El MAE fue fundado en 1989. Con el devenir de los años el MAE fue incorporando una amplia diversidad de productos a su estructura transaccional, con especies y activos que deben contar con la oferta pública otorgada por la Comisión Nacional de Valores de Argentina y/o la autorización del organismo regulador jurisdiccional. Los principales productos que se negocian hoy en día son: títulos públicos nacionales, títulos privados de renta fija (obligaciones negociables y otros), letras y notas del BCRA (LEBACs y NOBACs) 
bonos provinciales y municipales, certificados de participación en fideicomisos financieros y fondos cerrados de inversión, moneda extranjera 
moneda nacional bajo las características de negociaciones "Call Money", PASES (Repos) con títulos públicos nacionales, LEBACs y NOBACs, Operaciones Compensadas a Término (OCT) de moneda extranjera y tasa de interés y swaps de índice de tasas de interés.